# Andrássy-kastély (Betlér)
A betléri Andrássy-kastély (szlovákul: Betliarský kaštiel) Szlovákiában, a Kassai kerület Rozsnyói járásában található kulturális műemlék és múzeum.

## Fekvése
Rozsnyótól 6 km-re északra, a Gömör–Szepesi-érchegység lábánál található.

## Története
A kastély elődjét a 18. század elején építették fel, Andrássy István utasítására, a Bebek család egykori Betléren álló kis várának helyén, annak köveit is felhasználva. A sarokbástyákkal megerősített kastély egy sűrűn beerdősített hegyoldal alatt, a Sajó völgyében áll. Sorsa összefonódott az Andrássy-családéval. Könyvtárát 1790-ben alapította Andrássy Leopold, ma több mint 14 ezer kötetet foglal magában 15 különböző nyelven, elsősorban teológiai, földrajzi, történelmi és filozófiai műveket. Az eredetileg gótikus kastélyt 1792 és 1795 között klasszicista stílusban építették át. A 18. század végén a kor elvárásainak megfelelően kastélyparkkal vették körül, ezt később kibővítették. Az angolkert ma 57 hektáron terül el, és a számos szobor mellett kerti pavilonokat, egy műbarlangot és egy vízesést is magában foglal. Mai, barokkos alakját 1880 környékén nyerte el, amikor akkori tulajdonosa, Andrássy Manó (a "Vasgróf") elképzelései alapján jellegét egy vadászkastélyhoz hasonlóvá tették. Ez a külseje minimális módosításokkal a mai napig megmaradt.
1945-ig eredeti tulajdonosai, az Andrássyak lakták. Ezután államosították, azonban eredeti berendezése megmaradt. 1985-ben a szlovák nemzeti kulturális örökség részévé nyilvánították. 1968-tól kezdődően évtizedeken át tartó felújításon esett át, a munkálatokat azok 1994-es befejezése után Europa Nostra díjjal jutalmazták. Ma a Gömör leglátogatottabb műemlékei közé tartozik.

## Múzeum
A kastélyban ma múzeum működik, amely a korabeli bútorok mellett képtárat, szalonokat, fegyver-, porcelán- és üveggyűjteményeket tartalmaz. Pincéjében az időszakos kiállítások mellett az Andrássyak egzotikus vadászkincsei és műemlékei is helyet kaptak. A helyszínen egyaránt tartanak magyar és szlovák nyelvű túravezetéseket. A múzeumba a normál belépőjegy ára 10 euró. A kastély előtti parkolás fizetős, a napi parkolójegy ára 4 euró.

## Képek

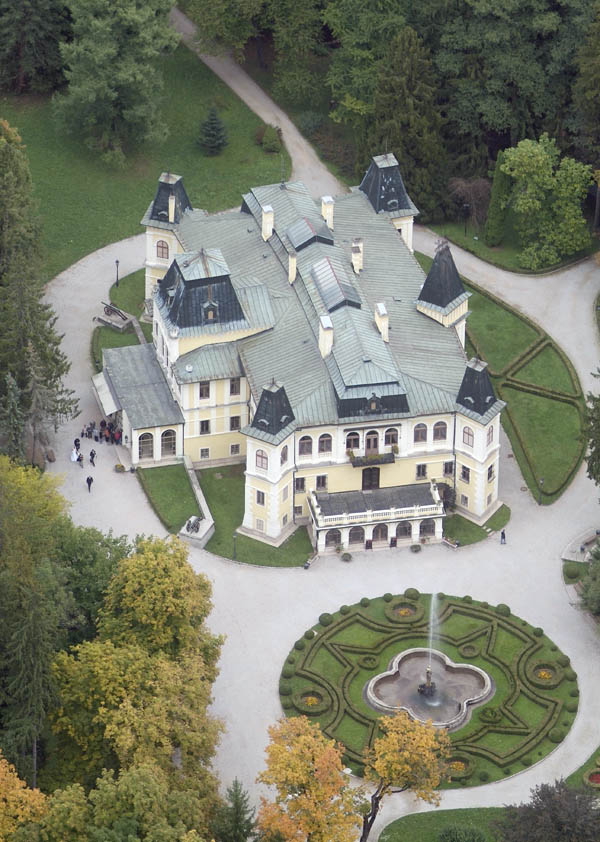
A kastély légi felvételen
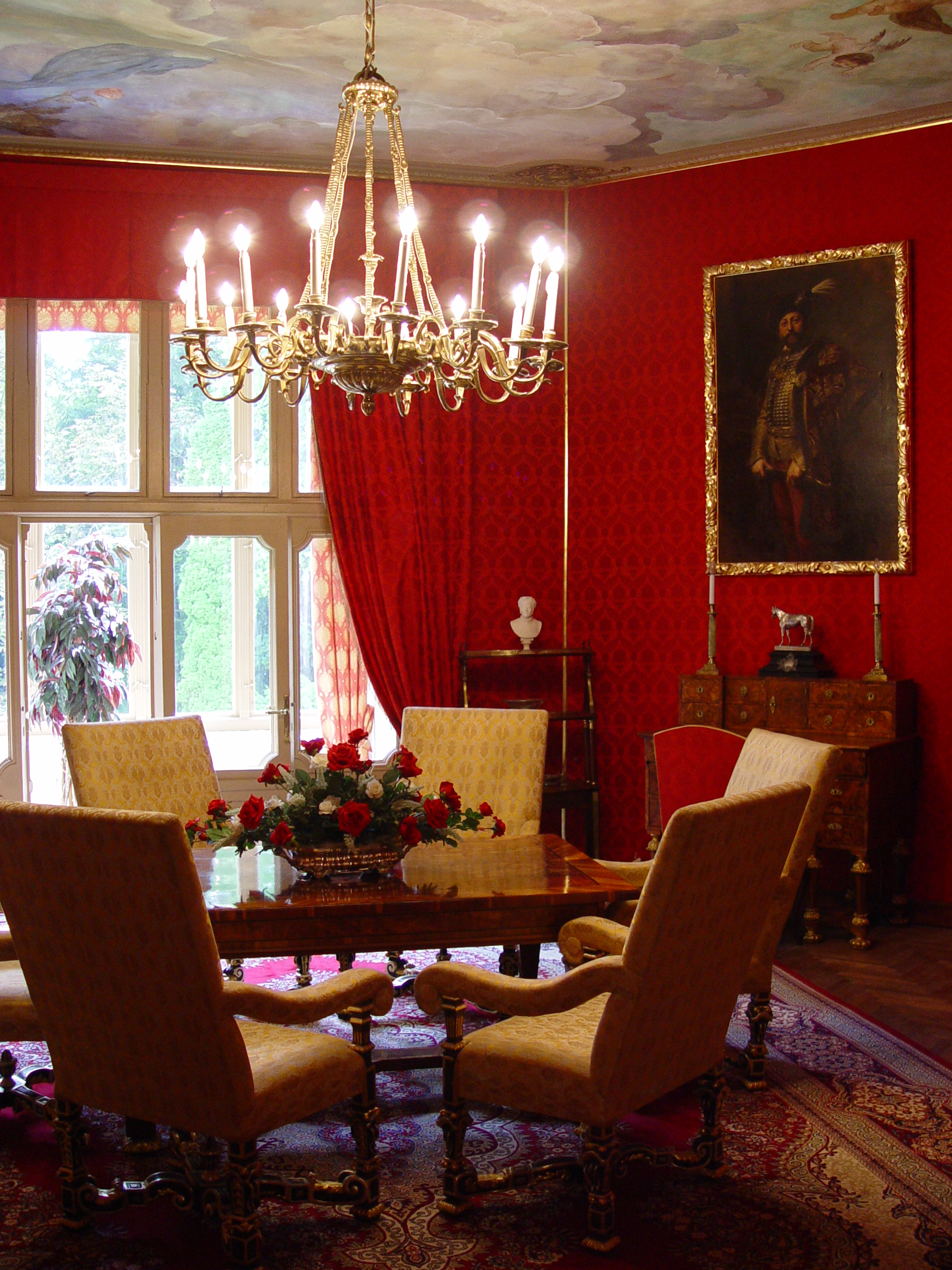
Belső tér
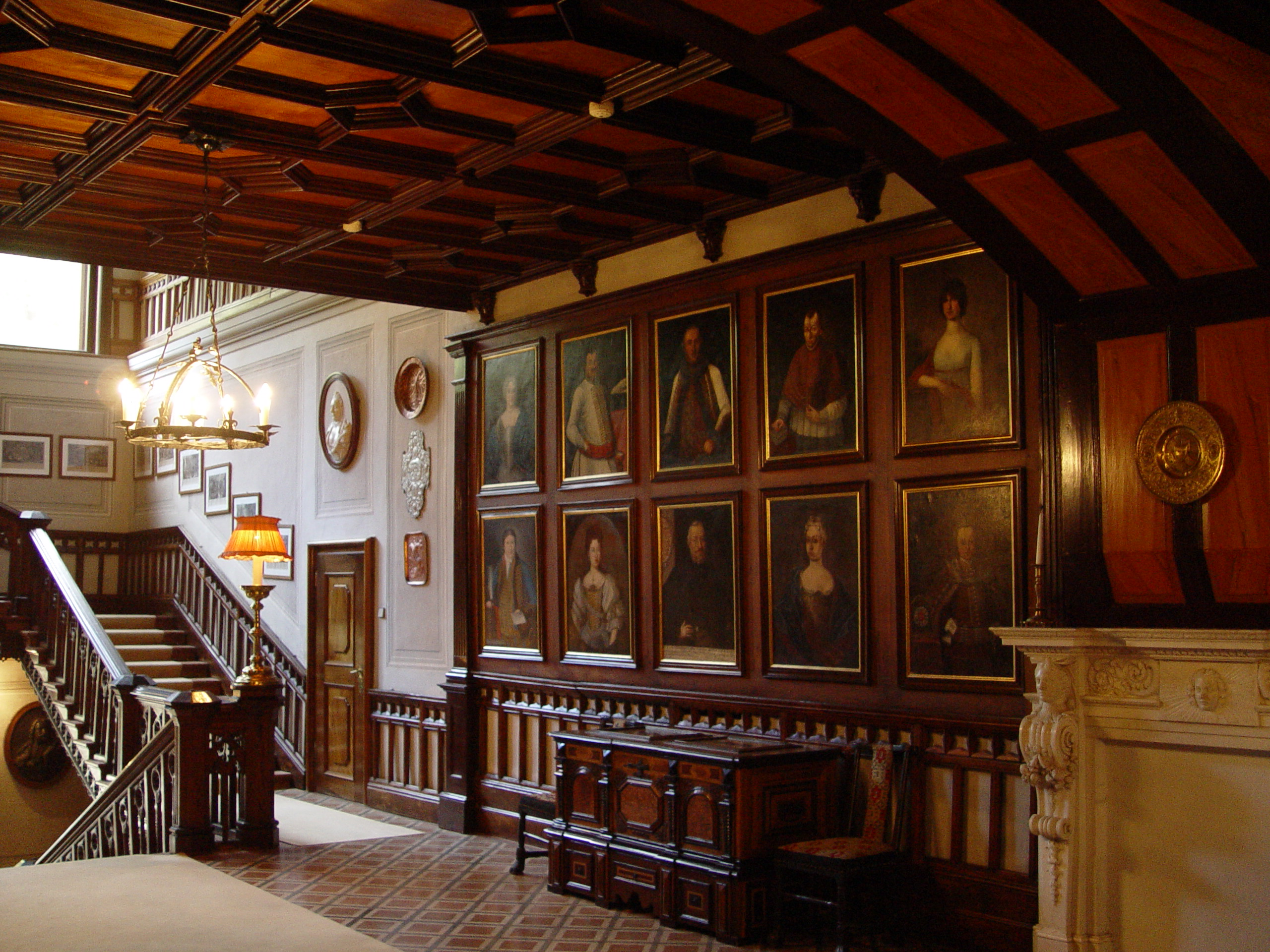
Belső tér
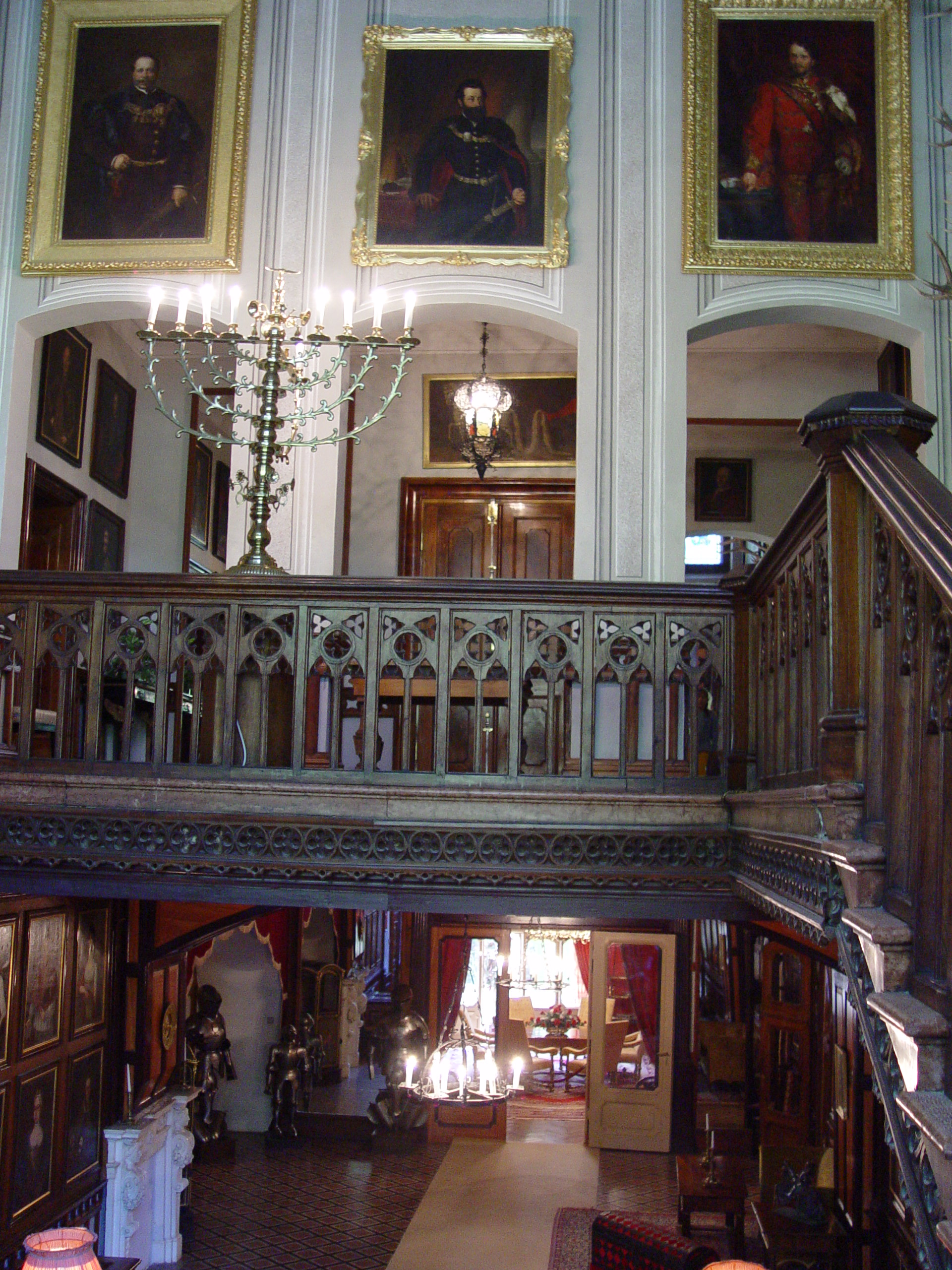
A kastély egyik lépcsőháza
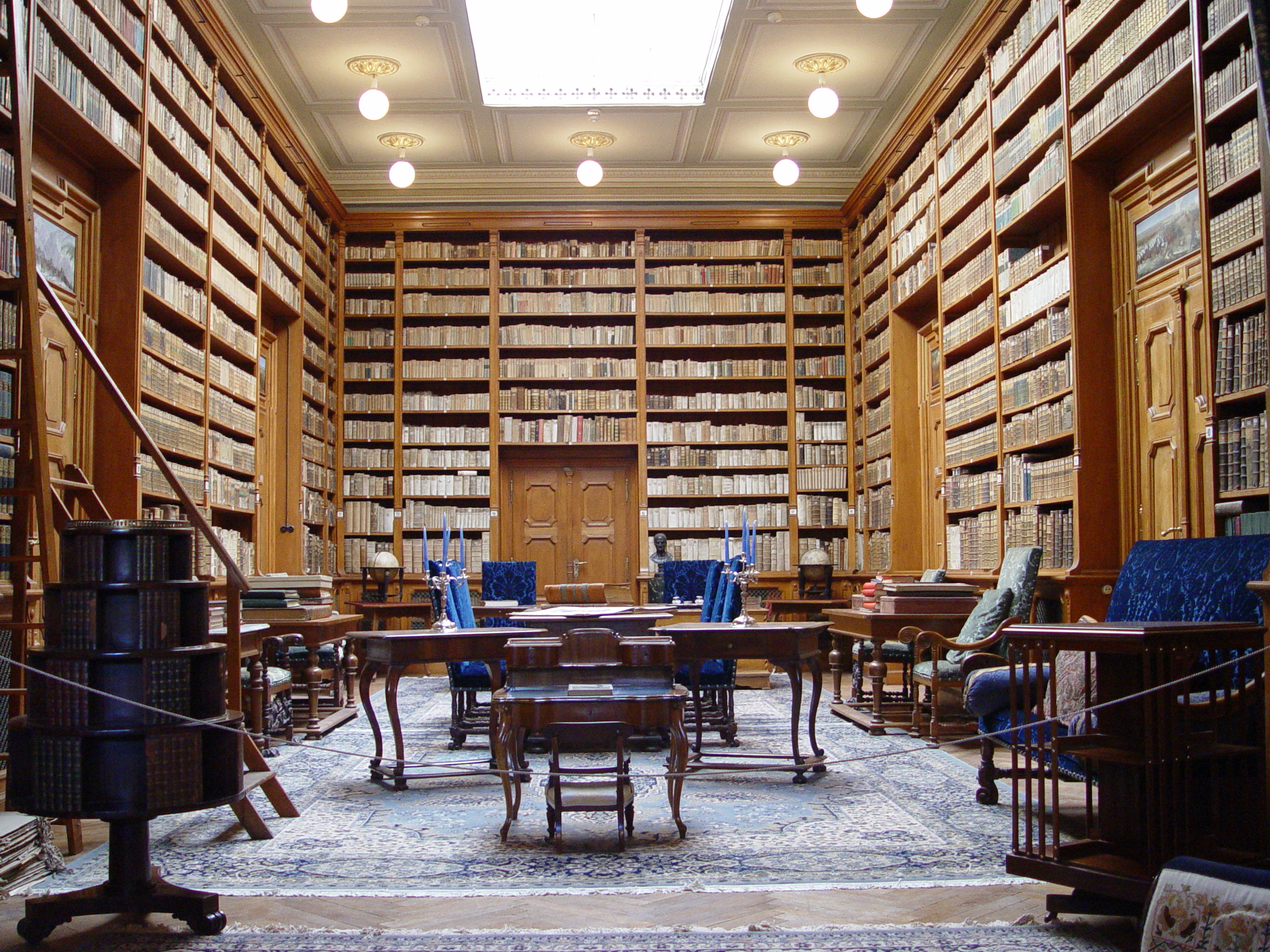
A könyvtár